# Blanche Merz
Blanche Merz (Vevey, 13 de agosto de 1919-1 de enero de 2002) fue una ingeniera, política y escritora suiza especializada en geobiología.

## Biografía
Estudió ingeniería en Zurich y se especializó en abastecimiento de agua para los municipios. Aprendió con zahoríes de Mauritania a detectar la ubicación de las aguas subterráneas, algo que hizo que su empresa de ingeniería tuviera reputación. Fundó en 1979 y dirigió el Centre Europeen de Recherches Geobiologiques, en Chardone, Suiza, y viajó por todo el mundo. Trabajó en su oficina de ingeniería civil en Lausana durante 25 años.
Se incorporó al Consejo de Europa como observadora en 1949 y tuvo que esperar hasta 1963 para que Suiza se dignase enviar una primera delegación oficial a Estrasburgo. Fue la primera mujer miembro de un parlamento cantonal suizo en el cantón de Vaud.
En muchos libros que ha publicado, evoca lo que ella llama "altos lugares cosmotelúricos", como Chartres, Santiago de Compostela o la pirámide de Keops. Con aportaciones de diversos radiestesistas como Antoine Bovis y André Simoneton que pusieron las bases, materializó el biómetro, un péndulo radiestésico con el que se pueden medir "energías vibratorias " en las llamadas "unidades de Bovis".

## Obra
- Pirámides, catedrales y monasterios: los lugares mágicos y santos, y sus misteriosas vibraciones (Barcelona, Martinez Roca, 1987).[4]
- El alma del lugar. Su interacción dinámica sobre nuestros cuatro cuerpos.[5]

## Vida personal
Se casó con un ingeniero con quien tuvo tres hijos y con quien trabajó en su oficina de ingeniería civil en Lausana.